# بیمارستان پارس ابوموسی
بیمارستان پارس ابوموسی یک مرکز درمانی دولتی است که در شهر ابوموسی مرکز شهرستان ابوموسی استان هرمزگان قرار دارد.
این بیمارستان ۲۴ تخت‌خوابی زیرمجموعه دانشگاه علوم پزشکی و خدمات بهداشتی درمانی هرمزگان است.

## تاریخچه
بیمارستان پارس در بهمن ۱۳۸۸ توسط مرضیه وحید دستجردی وزیر بهداشت وقت به بهره‌برداری رسید.
این بیمارستان در فضایی به وسعت ۱۲۰۰ مترمربع احداث شده و شامل بخش‌های اورژانس، جراحی، زنان و زایمان، اتاق‌های عمل، داروخانه، کودکان و داخلی است.

## نگارخانه

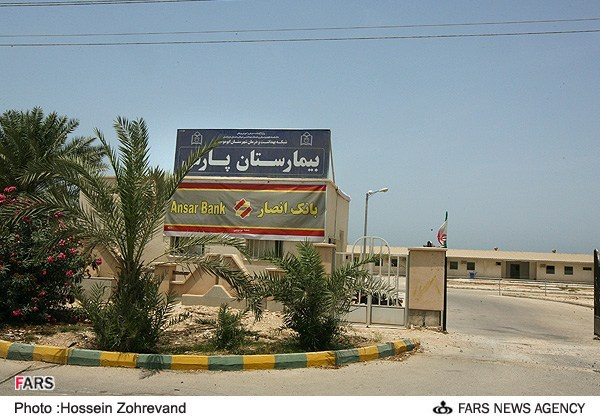
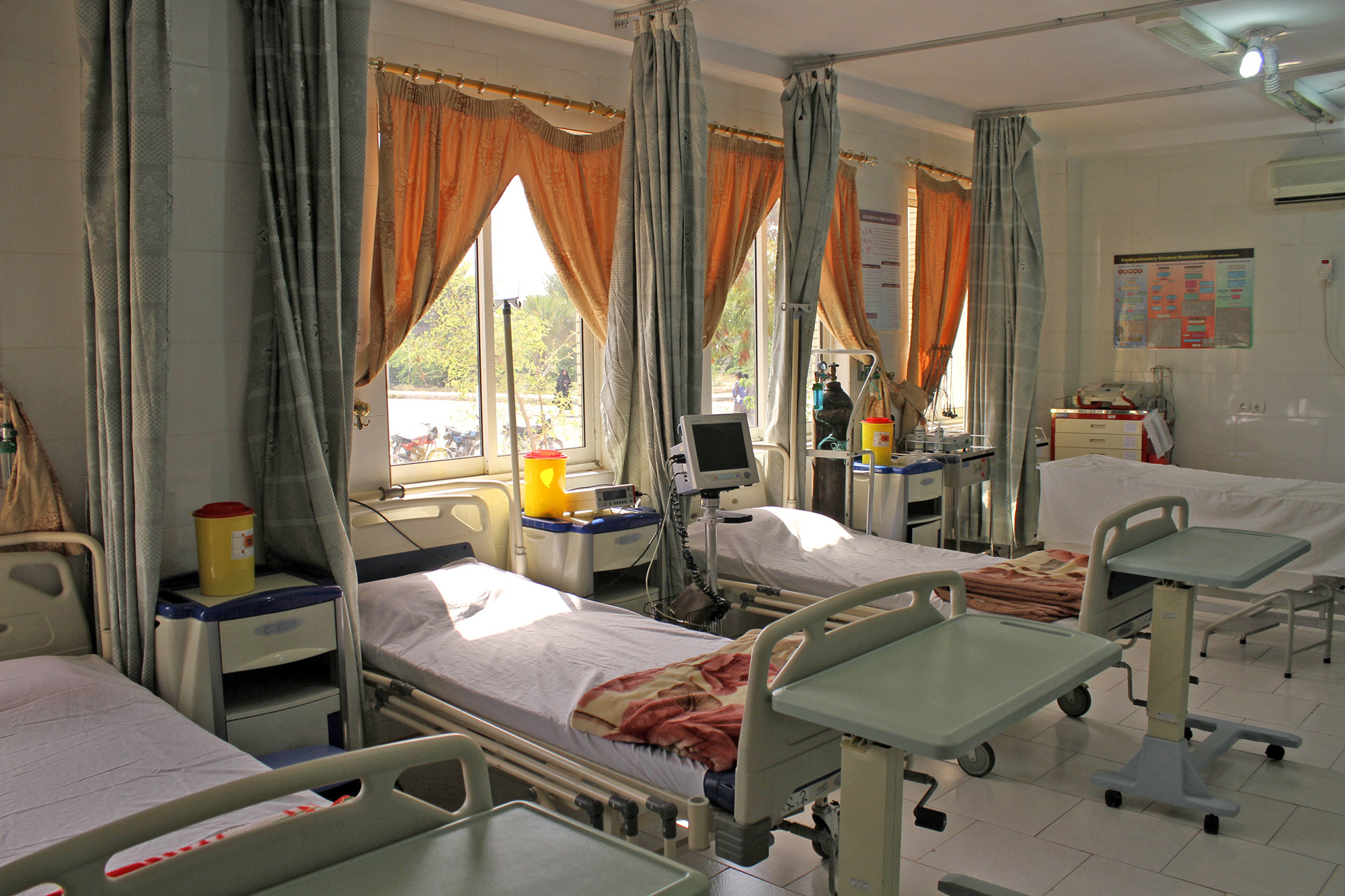